# Essai de résistance au choc Izod
L'essai de résistance au choc Izod est un essai dont le but est de déterminer la résistance à la rupture et la résilience d'un matériau telles que les matières plastiques, ou les métaux. L'essai est réalisé sur une éprouvette usinée en V d'une longueur de 75 mm (au lieu de 55 mm pour l’éprouvette Charpy). L’entaille en V est pratiquée à 28 mm de l’une des extrémités. L’autre extrémité est encastrée verticalement jusqu’au niveau de l’entaille (d’où la désignation de cantilever-beam). Un couteau horizontal (contrairement au couteau vertical de Charpy) de choc spécial vient frapper la face entaillée à l’extrémité libre. 